# Cordia clarendonensis
Cordia clarendonensis là loài thực vật có hoa trong họ Mồ hôi. Loài này được (Britton) Stearn mô tả khoa học đầu tiên năm 1971.